# Bulbophyllum namoronae
Bulbophyllum namoronae är en orkidéart som beskrevs av Jean Marie Bosser. Bulbophyllum namoronae ingår i släktet Bulbophyllum och familjen orkidéer. Inga underarter finns listade i Catalogue of Life.